# Diego Cremonesi
Diego Cremonesi (La Plata, provincia de Buenos Aires; 27 de septiembre de 1976) es un actor y director de escena argentino. En televisión es reconocido por haber actuado en Nafta Súper (2016), Un gallo para Esculapio (2017), El marginal (2018-19) y Monzón (2019), mientras que en cine es reconocido por Masacre esta noche (2009), Kryptonita (2015), Gilda, no me arrepiento de este amor (2016), El Potro, lo mejor del amor (2018), Rojo (2018) y Pistolero (2019).

## Biografía
Cremonesi nació en La Plata, Buenos Aires, el 27 de septiembre de 1976. A los 18 años se fue de su casa y consiguió un trabajo en el correo que le permitió financiar sus estudios universitarios hasta que decidió convertirse en actor. Comenzó su trabajo como actor en el 2002, haciendo teatro independiente, pero fue el papel de Paco Rimenver el que le otorgó un notable reconocimiento en su ciudad, ya que ofrecía espectáculos con su grupo de Café Concert.
Su primer papel en cine fue el de Roberto en la película Aguas verdes, que fue estrenada en 2010. También actuó en el filme Masacre esta noche, de los hermanos García Bogliano, estrenada un año antes, por la cual recibió una nominación a mejor actor en el Festival de Cine B.A.R.S. En ese período, Cremonesi siguió realizando cine independiente, actuando específicamente en películas de terror como Sudor frío (2011), Uritorco 2, la casa de la montaña (2011) y Penumbra (2012). En ese tiempo tuvo pequeñas participaciones en televisión, realizando papeles invitados en Ciega a citas (2009) y Todos contra Juan (2010).
Aunque no fue hasta en 2015 que, con el film Kryptonita, de Nicanor Loreti, logró que su trabajo tenga una mayor visibilidad, ya que también participó de la adaptación televisiva sobre los superhéroes del conurbano, Nafta Súper, emitida por Space.  En 2016 apareció en la película biográfica Gilda, no me arrepiento de este amor, dirigida por Lorena Muñoz y protagonizada por Natalia Oreiro. A partir de 2017 adquiere mayor popularidad participando en ficciones como Un gallo para Esculapio, de Telefe, la cual le valió el premio de artista revelación en los Martín Fierro. Ese mismo año, apareció en las series De otro planeta, transmitida por la TV Pública, y El jardín de bronce, de HBO.
En 2018, la productura Underground lo convoca para interpretar a Quique "El Cuis" en El marginal, emitida por la TV Pública. Ese año también participó de numerosas producciones cinematográficas como Invisible, El Potro, lo mejor del amor, Gracias Gauchito, Punto muerto y Rojo. Esta última le valió el reconocimiento de la crítica, ya que en 2019 le otorgaron el premio Cóndor de Plata al mejor actor de reparto. Seguidamente, trabajó en las ficciones El Tigre Verón (2019), producida por Pol-Ka para El trece, y Monzón (2019), televisada por Space.
En 2023, interpretó a Rodolfo Walsh en la serie de drama histórico Las bellas almas de los verdugos emitida por la TV Pública. Poco después, se puso en la piel del personaje Javier Cach en la serie Diciembre 2001, estrenada en la plataforma de Star+. Sus siguientes papeles fueron en las películas Chau Buenos Aires (2023) y Temas propios (2023). En 2024, apareció en la cinta de acción Jaque mate en el papel de «Gaucho», el hermano fallecido del protagonista.

## Filmografía

### Cine
| Año  | Título                               | Papel                   | Notas                |
| ---- | ------------------------------------ | ----------------------- | -------------------- |
| 2005 | Otis                                 |                         | Cortometraje         |
| 2007 | Cabuleros                            | «Gallina»               | Cortometraje         |
| 2009 | Masacre esta noche                   | El director             |                      |
| 2010 | Aguas verdes                         | Roberto                 |                      |
| 2011 | El Puntero                           | El Tano                 |                      |
| 2011 | Sudor frío                           | Paco Rimenver           |                      |
| 2011 | Uritorco 2, la casa de la montaña    | Arturo                  |                      |
| 2012 | Penumbra                             | Alberto                 |                      |
| 2012 | Historias breves 7                   | Cowboy                  | Segmento: Cenizas    |
| 2013 | Socios por accidente                 | Agente de Interpol 1    |                      |
| 2013 | La venta del alma                    | Víctor                  |                      |
| 2014 | La corporación                       |                         |                      |
| 2014 | Historias breves 9                   | Julio Ernesto           | Segmento: El desafío |
| 2014 | Alta cumbia                          | Carlos                  |                      |
| 2015 | La variación de López                | López                   | Cortometraje         |
| 2015 | Kryptonita                           | Ráfaga                  |                      |
| 2016 | Gilda, no me arrepiento de este amor | Rey                     |                      |
| 2016 | El deseo de Domingo                  | Domingo (joven)         |                      |
| 2017 | Los últimos                          |                         |                      |
| 2018 | Invisible                            | Raúl                    |                      |
| 2018 | El Potro, lo mejor del amor          | Ángel                   |                      |
| 2018 | Rojo                                 | Dieguito «El hippie»    |                      |
| 2018 | Gracias gauchito                     | Coronel Zalazar         |                      |
| 2019 | Pistolero                            | Giuseppino Petri        |                      |
| 2019 | La afinadora de árboles              | Ariel                   |                      |
| 2019 | El halcón                            | Omar «El halcón» Bustos | Cortometraje         |
| 2019 | Pinball                              | Criminal                | Cortometraje         |
| 2019 | La sabiduría                         | Américo                 |                      |
| 2019 | Punto muerto                         | Agente                  |                      |
| 2020 | Crímenes de familia                  | Esteban Palleros        |                      |
| 2020 | Karnawal                             | Eusebio                 |                      |
| 2020 | Devoto, la invasión silenciosa       | Pablo                   |                      |
| 2020 | Angélica                             | Aldo                    |                      |
| 2021 | Al tercer día                        | Fernando Garro          |                      |
| 2021 | Una tumba para tres                  | Víctor                  |                      |
| 2021 | El desarmadero                       | «Ojoloco»               |                      |
| 2021 | El largo viaje de Alejandro Bordón   | Alejandro Bordón        |                      |
| 2022 | Ecos de un crimen                    | Diego                   |                      |
| 2022 | Rinoceronte                          | Leandro                 |                      |
| 2023 | Adiós Buenos Aires                   | Julio Färber            |                      |
| 2023 | Temas propios                        | César                   |                      |
| 2023 | Dos manzanas                         | Juan Manuel de Rosas    |                      |
| 2024 | Jaque mate                           | Gaucho                  |                      |
| 2024 | Malta                                | Leonardo                |                      |
| 2024 | Las nubes                            | Germán                  |                      |

### Televisión
| Año       | Título                           | Papel                   | Notas                              |
| --------- | -------------------------------- | ----------------------- | ---------------------------------- |
| 2009      | Ciega a citas                    |                         |                                    |
| 2010      | Todos contra Juan 2              | Actor de teatro         | Episodio: «Juan y el protagonismo» |
| 2012      | Lobo                             |                         |                                    |
| 2012      | Sos mi hombre                    |                         |                                    |
| 2013      | Solamente vos                    |                         |                                    |
| 2013      | Farsantes                        |                         |                                    |
| 2013      | La nada blanca                   | Padre Carlos            | 2 episodios                        |
| 2014      | Mis amigos de siempre            |                         |                                    |
| 2014      | Guapas                           |                         |                                    |
| 2016      | Nafta Súper                      | Ráfaga                  |                                    |
| 2017      | El jardín de bronce              | Ezequiel Sánchez        |                                    |
| 2017      | De otro planeta                  | Lucas                   | Episodio: «Paranoicos anónimos»    |
| 2017      | Un gallo para Esculapio          | Roque Sosa              | 3 episodios                        |
| 2018-2019 | El marginal                      | Quique «El Cuis»        |                                    |
| 2019      | Monzón                           | Gustavo Parisi          |                                    |
| 2019      | El Tigre Verón                   | Marcos «Tano» Di Cesare |                                    |
| 2021      | Entre hombres                    | «El Zurdo»              |                                    |
| 2022      | Supernova                        | Satu                    |                                    |
| 2022      | Santa Evita                      | Eduardo Arancibia       |                                    |
| 2023      | Las bellas almas de los verdugos | Rodolfo Walsh           |                                    |
| 2023      | Diciembre 2001                   | Javier Cach             |                                    |
| 2023      | Procer                           | Manuel Belgrano         |                                    |

### Videos musicales
| Año  | Video                                         | Papel | Artista                  | Ref(s) |
| ---- | --------------------------------------------- | ----- | ------------------------ | ------ |
| 2024 | «Natanael Cano: BZRP Music Sessions, Vol. 59» | Angel | Bizarrap y Natanael Cano | [ 11 ] |

## Teatro

### Como actor
| Año       | Título                                                    | Papel         | Lugar                                   |
| --------- | --------------------------------------------------------- | ------------- | --------------------------------------- |
| 2002      | Ifigenia en Aulis                                         |               | Galpón de la Comedia                    |
| 2002      | La muy excelente y lamentable tragedia de Romeo y Julieta |               | Sala Armando Discépolo                  |
| 2002      | Juegos en familia                                         |               | Teatro Nacional Cervantes               |
| 2003-2004 | Ensayo sobre una imagen                                   |               | Centro Cultural Viejo Almacén El Obrero |
| 2004-2005 | El príncipe blue                                          |               | Centro Cultural Pasaje Dardo Rocha      |
| 2004-2010 | Los Rimenver Inconciert                                   | Paco Rimenver | Gira nacional                           |
| 2005-2007 | Sodería Espósito                                          |               | Centro Cultural La Fabriquera           |
| 2010-2011 | Solos                                                     |               | Paseo de las Artes                      |
| 2010-2015 | No soy un caballo                                         |               | Teatro Silencio de Negra                |
| 2011-2016 | Paco Rimenver, el torbellino del amor                     | Paco Rimenver | Gira nacional                           |
| 2013      | Habla el tarot                                            |               | Teatro del Perro                        |
| 2015      | Artaud                                                    |               | Centro Cultural General San Martín      |
| 2024      | Reverso                                                   | Mark          | Paseo La Plaza                          |
| 2025      | Sala de espera                                            | Ignacio       | Paseo La Plaza                          |

### Como director
| Año       | Título      | Lugar                       |
| --------- | ----------- | --------------------------- |
| 2010-2011 | La solita   | Paseo de las Artes          |
| 2012-2014 | El cisne    | Teatro Camarín de las Musas |
| 2015-2016 | Mala madera | Teatro Beckett              |

## Premios y nominaciones
| Año  | Organización             | Categoría                           | Trabajo                                           | Resultado | Ref(s) |
| ---- | ------------------------ | ----------------------------------- | ------------------------------------------------- | --------- | ------ |
| 2009 | Festival de Cine B.A.R.S | Mejor actor                         | Masacre esta noche                                | Ganador   | [ 12 ] |
| 2016 | Premios Cóndor de Plata  | Mejor actor de reparto              | Kryptonita                                        | Nominado  | [ 13 ] |
| 2016 | Premios Sur              | Mejor actor revelación              | Kryptonita                                        | Nominado  | [ 14 ] |
| 2018 | Premios Martín Fierro    | Artista revelación                  | Un gallo para Esculapio                           | Ganador   | [ 15 ] |
| 2019 | Premios Cóndor de Plata  | Mejor actor de reparto              | Rojo                                              | Ganador   | [ 16 ] |
| 2019 | Premios Sur              | Mejor actor de reparto              | Rojo                                              | Nominado  | [ 17 ] |
| 2019 | Premios Produ            | Mejor actor de reparto              | Monzón                                            | Nominado  | [ 18 ] |
| 2020 | Premios Cóndor de Plata  | Mejor actor de reparto              | La afinadora de árboles                           | Nominado  | [ 19 ] |
| 2020 | Premios Sur              | Mejor actor de reparto              | La afinadora de árboles                           | Nominado  | [ 20 ] |
| 2021 | Premios Martín Fierro    | Mejor actor de reparto              | Monzón / El Tigre Verón                           | Ganador   | [ 21 ] |
| 2021 | Premios Sur              | Mejor actor de reparto              | Karnawal                                          | Nominado  | [ 22 ] |
| 2022 | Premios Cóndor de Plata  | Mejor actor de reparto              | Karnawal                                          | Nominado  | [ 23 ] |
| 2022 | Premios Cóndor de Plata  | Mejor actor de reparto              | Santa Evita                                       | Nominado  | [ 23 ] |
| 2023 | Premios Cóndor de Plata  | Mejor actor protagonista en drama   | Diciembre 2001 / Las bellas almas de los verdugos | Nominado  | [ 24 ] |
| 2024 | Premios Martín Fierro    | Mejor actor protagonista de ficción | Las bellas almas de los verdugos                  | Nominado  | [ 25 ] |